# Маргарита Јаковлева
Маргарита Јаковлева (укр. Маргарита Яковлєва; рођена 27. августа 1981) је украјинска новинарка, песникиња и писац. Члан је Међународне федерације новинара од 2007. године. Аутор је чланака из области економије и финансија. Од септембра 2013. године ради за Forbes.

## Биографија
Рођена је 27. августа 1981. у Кијеву, у породици инжењера. Поезију пише од пете године, а прве песме је објавила 1996. Средње образовање је стекла 1998. године. Дипломирала је рачунарски инжењеринг на Кијевском политехничком институту. Од 2006. године ради као новинар. Била је уредница и новинарка у часописима The Ukrainian Week, Fokus и DELO. Објавила је четири књиге, међу којима су Far. Nigh (Кијев, 2006) и Grand travel (Доњецк, 2011). Њени романи су посвећени путовањима и блискоисточним и западноевропским традицијама. Њене изложбе и фото-пројекти су приказани на годишњем мултидисциплинарном међународном фестивалу савремене уметности и филма Гоголфест.

## Награде
- Почасна повеља Министарства правде Украјине, 2004.
- Међународно такмичење новинара пословних масовних медија Русије и Украјине, 2008.
- Најбољи новинар у осигурању (прво место), Најбољи новинар у бизнису и друштву (треће место), 2009.
- Почасна диплома Државне пореске службе Украјине, 2010.
- Награда пословних кругова 2011.
- Најбољи новинар у области телекомуникације и информационих технологија (треће место), 2012.[5]